# Lee Marvin
 (février 2018).
Si vous disposez d'ouvrages ou d'articles de référence ou si vous connaissez des sites web de qualité traitant du thème abordé ici, merci de compléter l'article en donnant les références utiles à sa vérifiabilité et en les liant à la section « Notes et références ».
Pour les articles homonymes, voir Marvin.
Lamont Marvin Jr, dit Lee Marvin [liː ˈmɑɹvɪn], né le 19 février 1924 à New York et mort le 29 août 1987 à Tucson dans l'Arizona, est un acteur américain.
D'abord notoire pour ses seconds rôles et spécialisé dans le registre du méchant, où il incarne souvent des tueurs sadiques autant dans les films noirs (Règlement de comptes) que dans les westerns (L'Homme qui tua Liberty Valance), il accède à la célébrité avec Les Douze Salopards, et obtient l'oscar du meilleur acteur pour son double rôle dans le western Cat Ballou.

## Biographie

### Jeunesse
Né d'un père directeur de publicité et d'une mère journaliste de mode, Lee doit son prénom — à l'instar de son frère aîné Robert — au général confédéré Robert Lee.
Élève indiscipliné, il est régulièrement renvoyé des établissements où il poursuit suit ses études. Le dernier lycée qui l'accueille est situé en Floride, ce qui permet au jeune Lee de passer le plus clair de son temps libre à chasser le cerf, le dindon sauvage et le puma dans les Everglades.
En 1942, à 18 ans, il décide de s'engager dans l'armée et rejoint l'United States Marine Corps. Intégré à la 4e division des Marines, il est envoyé sur le théâtre des opérations de la guerre du Pacifique. Il est blessé le 18 juin 1944 durant la bataille de Saipan, lors de l'assaut sur le Mont Tapaucho. Sa blessure à la colonne vertébrale lui vaut un an d'hôpital militaire. Il est finalement rendu à la vie civile en 1945 avec le grade de soldat de première classe et plusieurs décorations, dont la Purple Heart et la Presidential Unit Citation.

### Carrière
Travaillant comme plombier après sa démobilisation, Lee Marvin se découvre une vocation pour le théâtre par hasard, alors qu'il effectue des travaux dans un théâtre pendant une répétition et que le producteur lui demande de remplacer un comédien tombé malade. En janvier 1951, il fait sa seule apparition au théâtre dans Billy Budd, de Louis Coxe et Robert Chapman — d'abord au Schubert Theatre de New Haven puis au Biltmore Theatre à New York, pour au total une centaine de représentations, à la suite de quoi Lee Marvin part pour Hollywood.
Durant les années 1950, il tient de nombreux seconds rôles dans des westerns et films de guerre. Il témoigne par exemple au procès de Ouragan sur le Caine. Après quelques personnages hauts en couleur comme le motard de L'Équipée sauvage, il tient pendant plusieurs années un rôle de policier dans la série M Squad. John Ford lui offre alors un de ses rôles les plus célèbres dans L'Homme qui tua Liberty Valance.
Il obtient l'Oscar du meilleur acteur en 1965 pour le rôle comique du Kid Shelleen dans Cat Ballou d'Elliot Silverstein, mais c'est son rôle légendaire dans Les Douze Salopards de Robert Aldrich, en 1966, qui en fait une star mondiale.
Lee Marvin interprétait lui-même les chansons de ses films : Cat Ballou d'Elliot Silverstein (1965), La Kermesse de l'ouest de Joshua Logan (1969).
Il tourne en vedette dans les futurs classiques de l'histoire du cinéma Le Point de non-retour (1967) et Duel dans le Pacifique (1968), deux films de John Boorman dont il devient un intime.
En 1980, il interprète avec éclat le rôle du sergent Possum dans l'excellent film de guerre réalisé par Samuel Fuller : Au-delà de la gloire.

### Mort
Lee Marvin succombe à une crise cardiaque à Tucson, à l'âge de 63 ans. Il est inhumé dans le cimetière national d'Arlington, section 7-A..
En 2000, treize ans après sa disparition, son ami John Boorman, avec l'aide de la dernière femme de l'acteur, réalise un documentaire à sa mémoire : Lee Marvin, un portrait (en).

## Figure du film noir

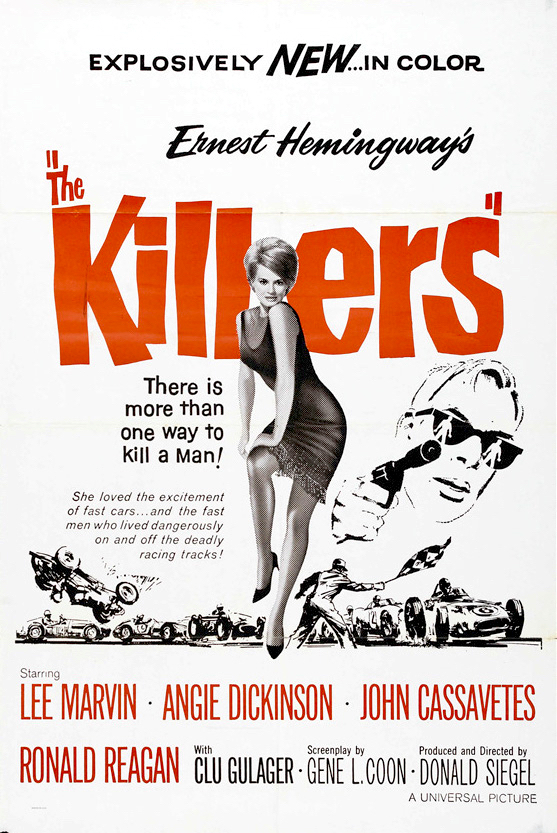
Affiche du film The Killers.

Lee Marvin se fait connaître en 1953 dans Règlement de comptes de Fritz Lang, où il interprète un tueur. Il poursuit avec des rôles dans des films policiers tels que Les Inconnus dans la ville (1955) de Richard Fleischer et Un homme est passé (1955) de John Sturges. La même année, il joue également dans La Peur au ventre de Stuart Heisler.
En 1964, il interprète un tueur dans The Killers (À bout portant) de Don Siegel, remake du film Les Tueurs (1946) de Robert Siodmak, avec un ton et un style différents de l'original.
En 1967, il tient un rôle principal dans Le Point de non-retour, deuxième long métrage de John Boorman, où il interprète le personnage de Walker. Il reprend ensuite ce type de rôle dans un registre plus parodique, notamment dans Carnage (1972) de Michael Ritchie et Canicule (1984) d'Yves Boisset.

## Filmographie
- 1951 : La marine est dans le lac (You're in the Navy Now) d'Henry Hathaway et Lewis Seiler : le radio
- 1951 : Teresa de Fred Zinnemann : un G.I.
- 1952 : Courrier diplomatique (Diplomatic Courier) d'Henry Hathaway : le sergent de la Police Militaire
- 1952 : Cinq mariages à l'essai (We're Not Married!) d'Edmund Goulding : Pinky
- 1952 : Duel sans merci (The Duel at Silver Creek), de Don Siegel : "Tinhorn" Burgess
- 1952 : Le Relais de l'or maudit (Hangman's Knot), de Roy Huggins : Rolph Bainter
- 1952 : Eight Iron Men d'Edward Dmytryk : le sergent Joe Mooney
- 1953 : L'Expédition du Fort King (Seminole), de Budd Boetticher : le sergent Magruder
- 1953 : Down Among the Sheltering Palms, d'Edmund Goulding : le soldat Snively
- 1953 : La Brigade glorieuse (en) (The Glory Brigade), de Robert D. Webb : le caporal Bowman
- 1953 : Les Massacreurs du Kansas (The Stranger Wore a Gun) d'André de Toth : Dan Kurth
- 1953 : Règlement de comptes (The Big Heat) de Fritz Lang : Vince Stone
- 1953 : Bataille sans merci (Gun Fury) de Raoul Walsh : Blinky
- 1953 : L'Équipée sauvage (The Wild One) de László Benedek : Chino
- 1954 : Panique sur la ville (Gorilla at Large) de Harmon Jones : Shaughnessy
- 1954 : Ouragan sur le Caine (The Caine Mutiny) d'Edward Dmytryk : le quartier-maître "Meatball"
- 1954 : Le Raid (The Raid) d'Hugo Fregonese : le lieutenant Keating
- 1955 : Un homme est passé (Bad Day at Black Rock) de John Sturges : Hector David

- 1955 : Les Inconnus dans la ville (Violent Saturday) de Richard Fleischer : Dill
- 1955 : Pour que vivent les hommes (Not as a Stranger) de Stanley Kramer : Brundage
- 1955 : A Life in the Balance (it)d'Harry Horner et Rafael Portillo (en) : le tueur
- 1955 : Le Gang du blues (Pete Kelly's Blues) de Jack Webb : Al Gannaway
- 1955 : La Peur au ventre (I Died a Thousand Times) de Stuart Heisler : Babe Kossuck
- 1955 : Shack Out on 101 (en) d'Edward Dein : Slob / Mr. Gregory
- 1956 : Sept Hommes à abattre (Seven men from now) de Budd Boetticher : Bill Masters

- 1956 : Attaque (Attack !) de Robert Aldrich : le lieutenant-colonel Clyde Bartlett
- 1956 : Les Piliers du ciel (Pillars of the Sky) de George Marshall : le sergent Lloyd Carracart
- 1956 : Le Supplice des aveux (The Rack) d'Arnold Laven : le capitaine John R. Miller
- 1957 : L'Arbre de vie (Raintree County) d'Edward Dmytryk : Orville 'Flash' Perkins
- 1958 : The Missouri Traveler de Jerry Hopper : Tobias Brown
- 1961 : Les Comancheros (The Comancheros) de Michael Curtiz : Tully Crow
- 1962 : L'Homme qui tua Liberty Valance (The Man Who Shot Liberty Valance) de John Ford : Liberty Valance
- 1963 : La Taverne de l'Irlandais (Donovan's Reef) de John Ford : Thomas Aloysius « Boats » Gilhooley
- 1964 : À bout portant (The Killers) de Don Siegel : Charlie Strom
- 1965 : Cat Ballou d'Elliot Silverstein : Shelleen/Strawn
- 1965 : La Nef des fous (Ship of Fools) de Stanley Kramer : Bill Tenny
- 1966 : Les Professionnels (The Professionals) de Richard Brooks : Henry "Rico" Fardane
- 1967 : Les Douze Salopards (The Dirty Dozen) de Robert Aldrich : le major John Reisman
- 1967 : Le Point de non-retour (Point Blank) de John Boorman : Walker
- 1968 : Duel dans le Pacifique (Hell in the Pacific) de John Boorman : le pilote américain
- 1969 : La Kermesse de l'ouest (Paint Your Wagon) de Joshua Logan : Ben Rumson
- 1970 : Monte Walsh de William A. Fraker : Monte Walsh
- 1972 : Les Indésirables (Pocket Money) de Stuart Rosenberg : Leonard
- 1972 : Carnage (Prime Cut) de Michael Ritchie : Nick Devlin
- 1973 : L'Empereur du Nord (Emperor of the North Pole) de Robert Aldrich : A-N° 1
- 1973 : The Iceman Cometh de John Frankenheimer : Theodore 'Hickey' Hickman
- 1974 : Du sang dans la poussière (The Spikes Gang), de Richard Fleischer : Harry Spikes
- 1974 : L'Homme du clan (The Klansman), de Terence Young : le sheriff Track Bascomb
- 1976 : Un cow-boy en colère (The Great Scout & Cathouse Thursday) de Don Taylor : Sam Longwood
- 1976 : Parole d'homme (Shout at the Devil) de Peter R. Hunt : le colonel Flynn O'Flynn
- 1979 : Avalanche Express de Mark Robson : le colonel Harry Wargrave
- 1980 : Au-delà de la gloire (The Big Red One) de Samuel Fuller : le sergent
- 1981 : Chasse à mort (Death Hunt) de Peter R. Hunt : le sergent Edgar Millen
- 1983 : Gorky Park de Michael Apted : Jack Osborne
- 1984 : Canicule d'Yves Boisset : Jimmy Cobb
- 1985 : Les Douze salopards 2 (The Dirty Dozen: The Next Mission) d'Andrew V. McLaglen (TV) : le major John Reisman
- 1986 : Delta Force (The Delta Force) de Menahem Golan : le colonel Nick Alexander

## Séries télévisées
- 1950 : Escape (en) de Willys Cooper (en) (anthologie), saison unique, épisode 6 "Whappernocker Song"
- 1950 : Suspense (anthologie), saison 2, épisode 28 "The Parcel" : Barrow
- 1950 : The Big Story (en) de Paul H. Hedrick (anthologie), saison 1, épisode 15 "Eugene Travis, Memphis Tennessee Reporter"
- 1950 : Treasury Men in Action (en) (anthologie), saison 1, épisode 3 "The Case of the Deadly Fish"
- 1951 : The Web (anthologie), saison 1, épisode 52 "No Escape"
- 1952 : Badge 714 (Dragnet) de Jack Webb, saison 1, épisode 5 "The Big Cast" : Henry Ross
- 1952 : Rebound (en) de Bernard Girard (anthologie), saison 1, épisode 4 "The Mine" : Bull
- 1952 : Fireside Theatre (en) (anthologie), saison 4, épisode 32 "Sound in the Night"
- 1952 : Rebound (en) de Bernard Girard (anthologie), saison 1, épisode 15 "The Witness" : le sergent Krone
- 1961 : La Quatrième Dimension (Série TV) : épisode Vengeance d'outre tombe (The Grave) de Montgomery Pittman (en) (saison 3, épisode 7) : Conny Miller
- 1962 : Le Virginien (saison 1 épisode 9) (It Tolls For Thee) : Un bandit
- 1961-1962 : Les incorruptibles 3 épisodes, saison 2, épisode 31 Monsieur Nick Acropolis ; saison 3, épisode 19 Drogué du risque ; saison 4, épisode 10 Cinq contre un
- 1962 : Bonanza : saison 3 épisode 28 (L'expérience) : Peter Kane
- 1963 : La Quatrième Dimension (The Twilight Zone) : épisode Sam Kelly (Steel) de Don Weis (saison 5, épisode 2) : Sam Steel Kelly

## Voix françaises
| - Georges Aminel (*1922 - 2007) dans : - L'Arbre de vie - Les Comancheros - La Taverne de l'Irlandais - À bout portant - La Nef des fous - Parole d'homme - Au-delà de la gloire (1er doublage) - Chasse à mort - André Valmy (*1919 - 2015) dans : - Un homme est passé - Monte Walsh - Carnage - L'Empereur du Nord - Du sang dans la poussière - Gorky Park - René Arrieu (*1924 - 1982) dans : - Cat Ballou - Les Douze Salopards - Le Point de non-retour - Duel dans le Pacifique - La Kermesse de l'Ouest - Lucien Bryonne (*1905 - 1968) dans : - Le Relais de l'or maudit - Bataille sans merci - Ouragan sur le Caine | - Henry Djanik (*1926 - 2008) dans : - L'Homme du clan - Avalanche Express - Delta Force - Jean Violette (*1921 - 1995) dans : - Les Massacreurs du Kansas - Règlement de comptes - Claude Bertrand (*1919 - 1986) dans : - L'Homme qui tua Liberty Valance (1er doublage) - Les Indésirables et aussi : - Michel André (*1912 - 1987) dans Courrier diplomatique - Jean-Henri Chambois (*1907 - 1997) dans L'Expédition du Fort King - Marcel Bozzuffi (*1929 - 1988) dans L'Équipée sauvage - Jean Barney dans Le Raid (doublé en 1988) - Yvon Cazeneuve dans Les Inconnus dans la ville - Raymond Loyer (*1916 - 2004) dans La Peau d'un autre - Pierre Leproux (1908 - 1975) dans La Peur au ventre - Jean Martinelli (*1909 - 1983) dans Attaque - Jacques Degor dans Les Piliers du ciel - Jean Davy (*1911 - 2001) dans Les Professionnels - John Berry (*1917 - 1999) dans Canicule - Edmond Bernard (*1921 - 1994) dans Les Douze Salopards 2 (téléfilm) - Jean-Claude Sachot (*1944 - 2017) dans Au-delà de la gloire (2e doublage) - Thierry Kazazian dans L'Homme qui tua Liberty Valance (2e doublage) |

## Anecdotes
- Jim Jarmusch est le fondateur d'une société secrète humoristique, Les fils de Lee Marvin, rassemblant des célébrités dont les traits du visage pourraient laisser croire qu'ils sont les fils de Lee Marvin. Tom Waits, Nick Cave, Richard Bose et John Lurie en font aussi partie. Le véritable fils de Lee Marvin désapprouve l'existence de cette organisation et l'a directement fait savoir à Tom Waits[5].
- Il a inspiré Jean Van Hamme et William Vance pour les traits du général Benjamin Carrington dans la série de bande dessinée XIII.
- Lee Marvin est nettement moins connu comme chanteur et pourtant, dans la comédie musicale La Kermesse de l'Ouest, il est l'interprète de la chanson The wandering star qui a eu un certain succès à l'époque. Le début des paroles était, avec sa voix grave et rocailleuse : I was born under a wandering star… (« Je suis né sous une étoile filante… »).
- Lee Marvin avait été choisi par Sergio Leone pour incarner la Brute dans Le Bon, la Brute et le Truand, mais c'est  Lee Van Cleef qui a finalement décroché le rôle.
- Le dernier film de Lee Marvin a été        Delta Force de 1986 dans lequel il incarne le rôle principal du colonel Nick Alexander aux côtés du redoutable acteur Chuck Norris.